# Halowe Mistrzostwa Europy w Lekkoatletyce 1983 – bieg na 1500 m kobiet
Bieg na 1500 metrów kobiet – jedna z konkurencji biegowych rozgrywanych podczas halowych lekkoatletycznych mistrzostw Europy w Sportscsarnok w Budapeszcie. Rozegrano od razu bieg finałowy bieg finałowy 6 marca 1983. Zwyciężyła reprezentantka Republiki Federalnej Niemiec Brigitte Kraus. Tytułu zdobytego na poprzednich mistrzostwach nie obroniła Gabriella Dorio z Włoch, która tym razem zajęła 4. miejsce.

## Rezultaty
Wystąpiło 7 biegaczek.
Opracowano na podstawie materiału źródłowego.
| Miejsce | Zawodniczka           | Czas    |
| ------- | --------------------- | ------- |
| 1       | Brigitte Kraus        | 4:16,14 |
| 2       | Maria Radu            | 4:17,16 |
| 3       | Ivana Kleinová        | 4:17,21 |
| 4       | Gabriella Dorio       | 4:17,42 |
| 5       | Anne-Marie Van Nuffel | 4:20,73 |
| 6       | Jelena Sipatowa       | 4:24,19 |
| 7       | Zita Ágoston          | 4:27,74 |